# Məmmədli (Imishli)
Məmmədli è un comune dell'Azerbaigian situato nel distretto di İmişli. Conta una popolazione di 873 abitanti.